# Парковый комплекс истории техники имени К. Г. Сахарова
Парковый комплекс истории техники имени К. Г. Сахарова — муниципальное автономное учреждение культуры городского округа Тольятти.

## История
Идея создания Технического музея ОАО АВТОВАЗ, принадлежит вице-президенту АВТОВАЗа — Константину Григорьевичу Сахарову. Константин Григорьевич представлял Технический музей не только как музей экспонатов техники и технологий советской промышленности XX века, но и как развлекательный городской парк, с тренажерами и аттракционами, местом для семейного отдыха, с ухоженными, зелёными насаждениями. Соавтором и автором дизайн — проекта Технического музея, стал член Союза архитекторов России, почётный гражданин Тольятти — Марк Васильевич Демидовцев. Особый вклад в проект Технического музея, принадлежит Сергею Петровичу Прохорову, именно благодаря его организационным усилиям и инженерным расчётам была осуществлена беспримерная эпопея по транспортировке подводной лодки Б-307 из Кронштадта, до места дислокации на территории экспозиции.
История музея началась в 1998 году, с постановления «О разрешении ОАО „АВТОВАЗ“ проектирования музея техники».
5 октября 2000 года на совете директоров «АВТОВАЗ» решение о создании Технического музея ОАО «АВТОВАЗ» было одобрено. Тогда же началось строительство музейно-паркового комплекса.
7 сентября 2001 года Технический музей ОАО «АвтоВАЗ» был открыт. После смерти К. Г. Сахарова музей был назван в его честь.
В сентябре 2014 года музей стал муниципальным при департаменте культуры Администрации г.о. Тольятти, сменив название на «Парковый комплекс истории техники имени К. Г. Сахарова»

## Экспозиция
В музее находится более 460 различных экспонатов, демонстрирующих развитие автомобильной, бронетанковой, авиационной, железнодорожной техники, а также ракетно-артиллерийского и морского вооружения.

### Вооружение
В музее собраны образцы различного вооружения времён I и II мировых войн. Это и бастионные орудия и 122-мм гаубица образца 1910/30 годов, советские танки Т-34, ИС-3, Т-70, чешский танк «PzKpfw 38t», система залпового огня БМ-13 «Катюша», самоходная артиллерийская установка ИСУ-152, зенитная пушка «Бофорс» и другие экспонаты.

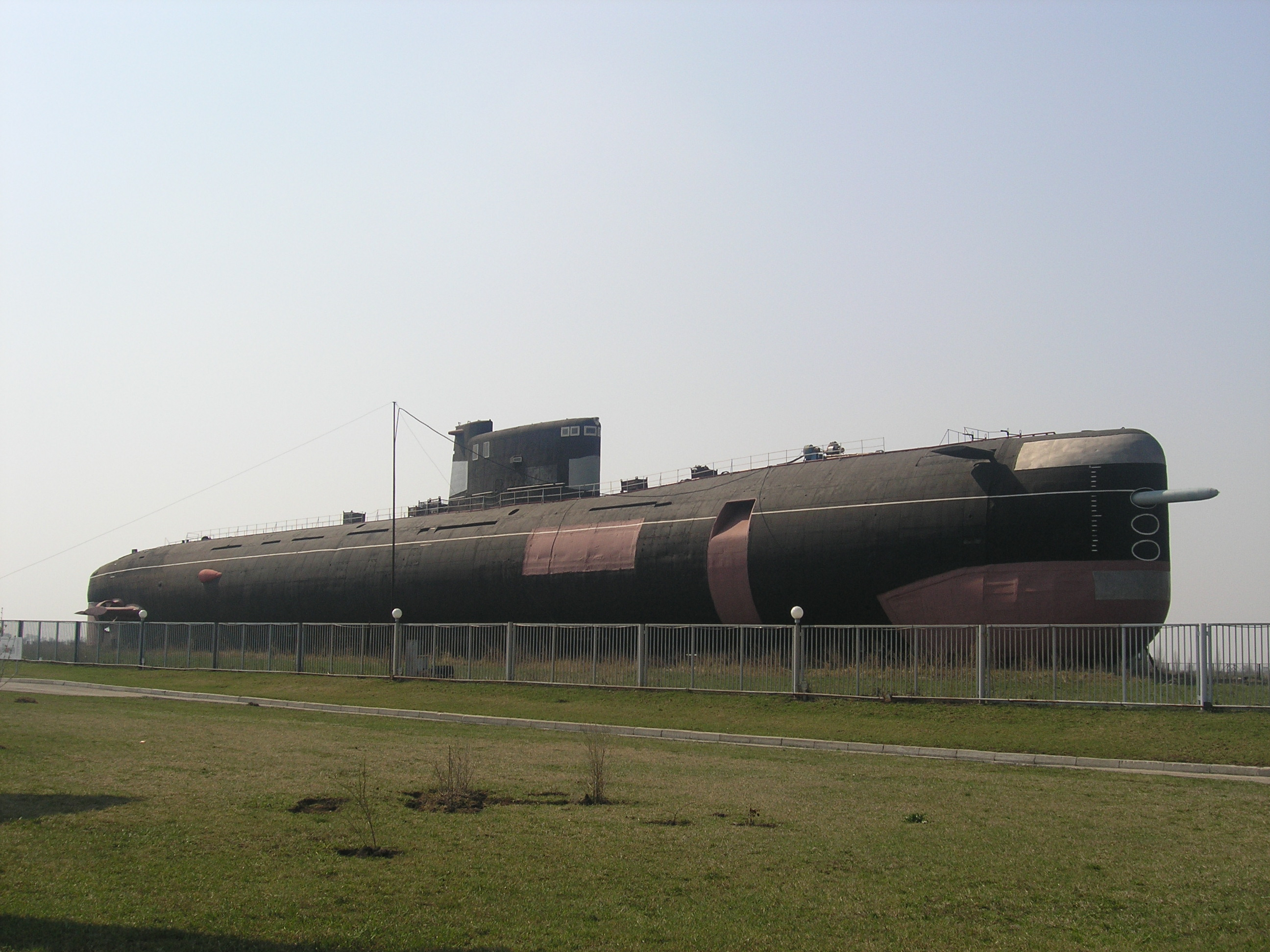
Подводная лодка Б-307

Среди образцов современной военной техники можно увидеть вертолёт Ми-24, дистанционно-летательный аппарат «Пчела-1ТМ», самолёты МиГ-29 и МиГ-31. Артиллерия представлена самоходными установками «Акация», «Гиацинт» и «Пион», а также зенитной самоходной установкой «Шилка». Бронетехнику представляют танк Т-80 и боевые машины десанта.
Особого внимания заслуживает подводная лодка Б-307, доставленная в музей с места службы целиком. Лодки данного проекта являются одними из наиболее крупных в мире серийных дизельных подводных лодок.

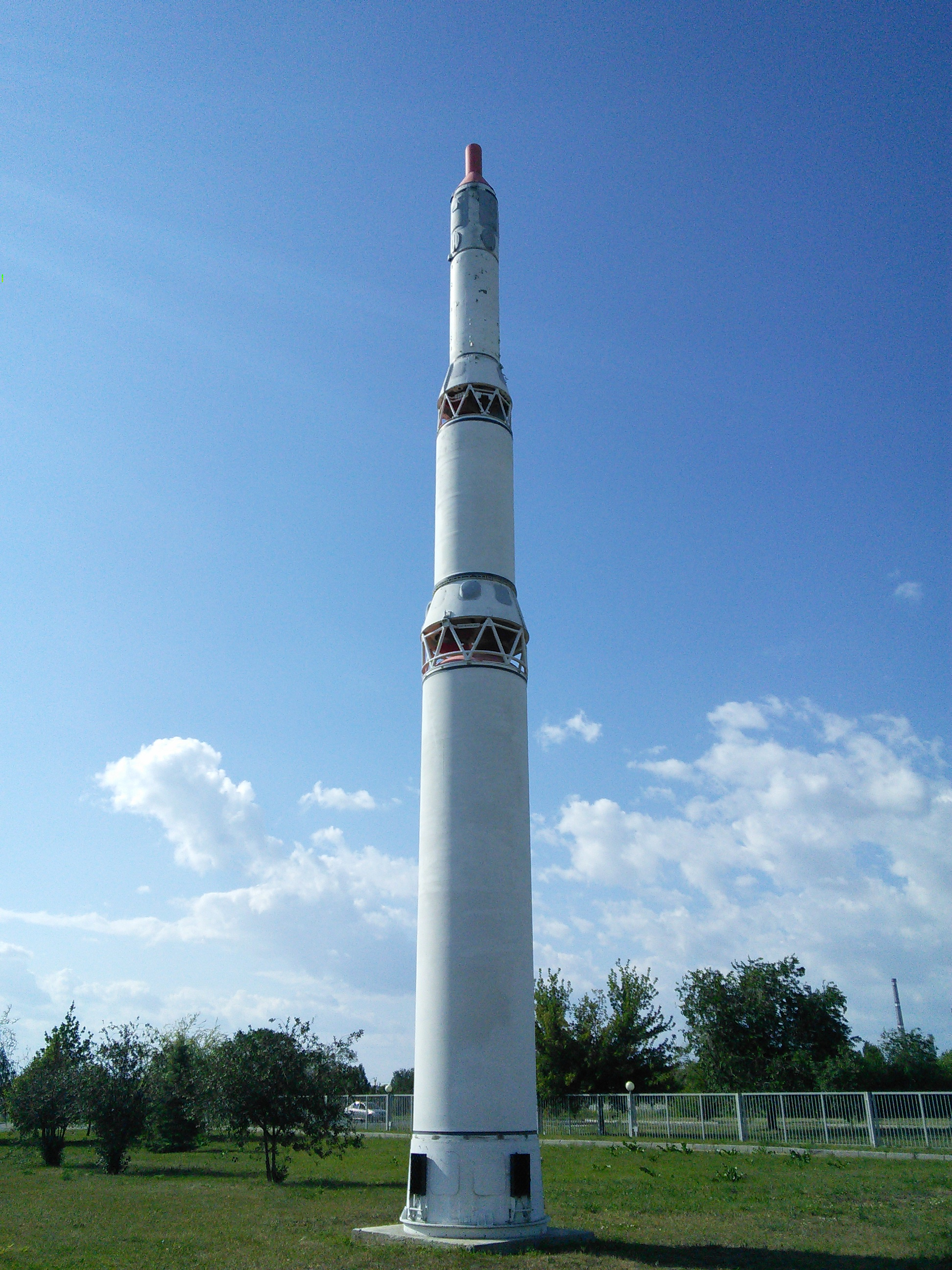
Межконтинентальная баллистическая ракета РТ-2П

### Автомобильная промышленность
Автомобильная техника представлена грузовыми и легковыми автомобилями различных стран: ЗИС-5, ГАЗ-М1, ГАЗ-51, ГАЗ-М20 «Победа», «Форд GPV», «Виллис», «Студебеккер», «Чепель».

### Железнодорожная техника
Среди образцов железнодорожной техники можно увидеть паровозы, тепловозы и электровозы серий «Л», ЭР, «ТЭ», СО17, «ЕА», «ТЭМ1», а также бронированные платформы, дрезины и мотовоз.

### Космическая техника
С 2003 года в музее присутствуют образцы космической техники, переданные ОАО «ВНИИТрансмаш»: шасси Лунохода и марсоход, транспортный робот и т. д.

### Инженерная техника
Среди этой группы экспонатов можно увидеть диск турбины ТЭЦ ВАЗа, роторно-поршневые двигатели, созданные на автозаводе. Также присутствует множество видов специальной техники: тягачи, вездеходы, траншейные машины и другие.

## Перечень выставленной техники
- Бронетехника

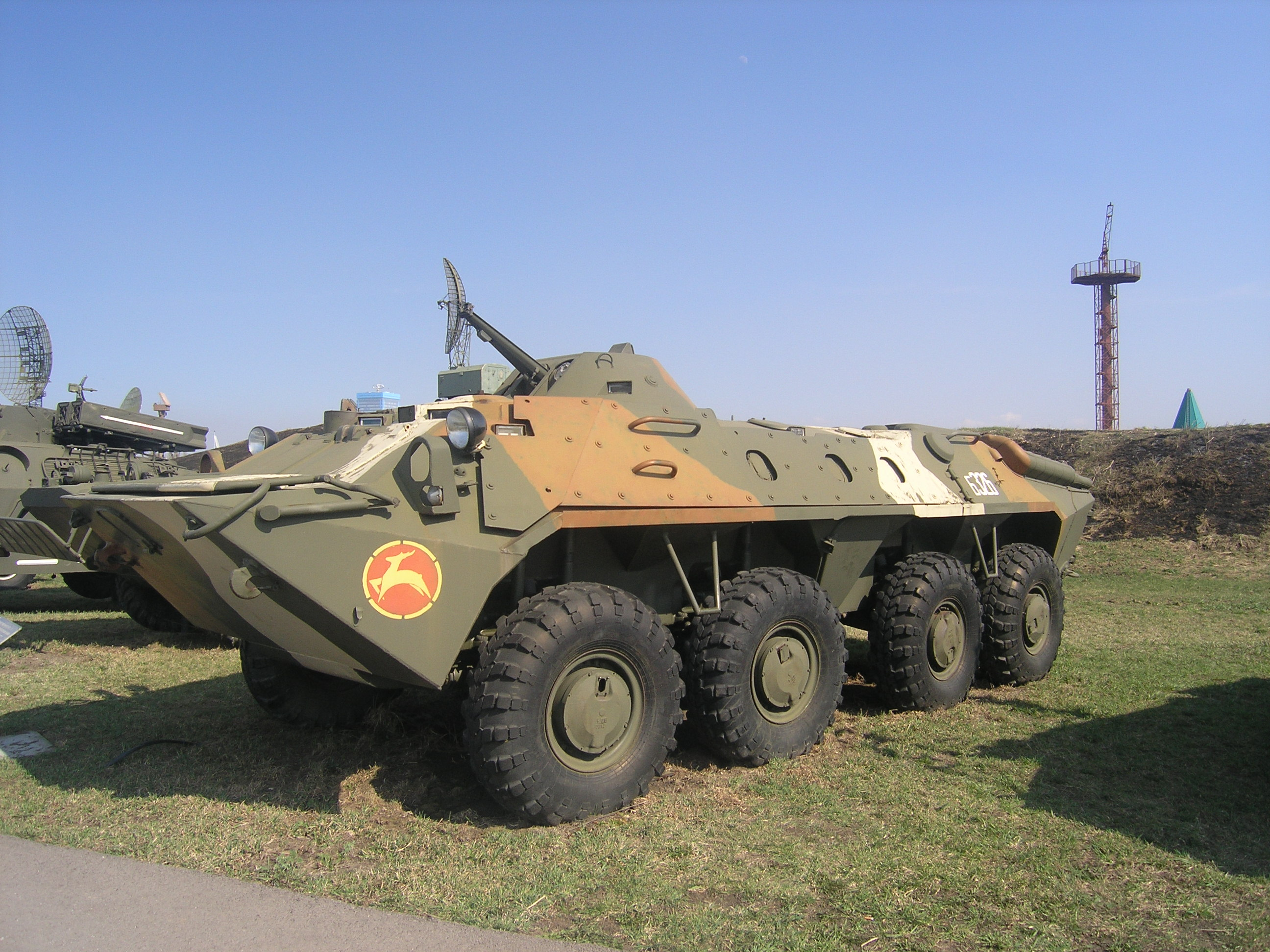
Бронетранспортёр БТР-70

  - гусеничный минный заградитель ГМЗ-2
  - зенитная самоходная установка ЗСУ-23-4 «Шилка»
  - лёгкий танк PzKpfW 38(t)
  - лёгкий танк Т-70
  - средний танк Т-34-85
  - средний танк Т-54-2
  - средний танк Т-62
  - основной танк Т-72
  - основной танк Т-80У
  - тяжелый танк ИС-3

- Автотехника

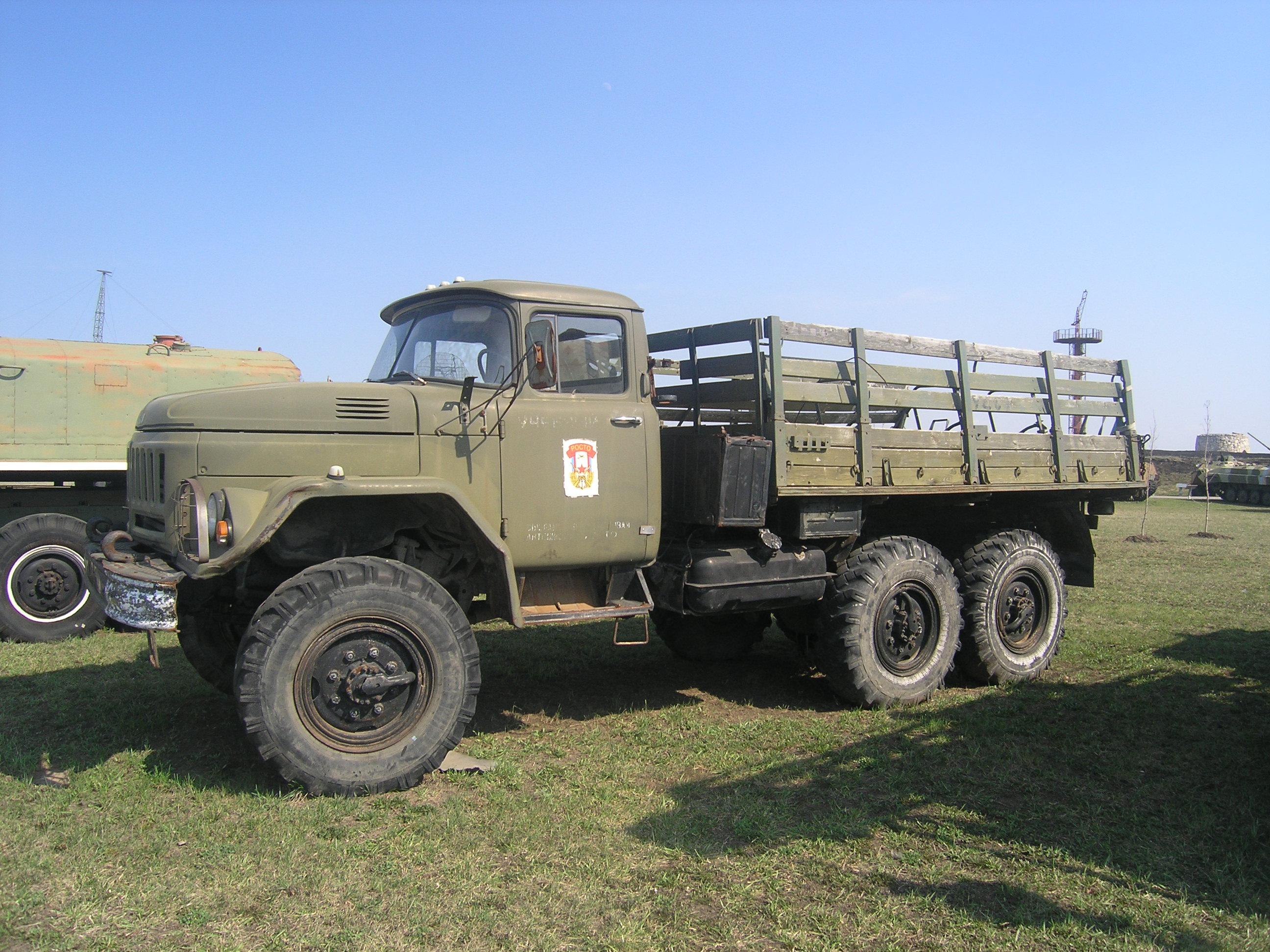
Армейский ЗИЛ-131

  - тяжёлая самоходная артиллерийская установка ИСУ-152
  - 152 мм самоходная гаубица 2СЗ «Акация»
  - 152 мм самоходная пушка 2С5 «Гиацинт»
  - 203 мм самоходная пушка 2С7 «Пион»
  - минный трал КМТ-7
  - машина управления МТ-ЛБу
  - подвижной разведывательный пункт ПРП-3 «Вал»
  - химическая разведывательная машина БРДМ-2РХ
  - боевая машина 9П122 ПРК 9К11 на шасси БРДМ-2
  - боевая машина 9П31М ЗРК «Стрела-1М» на шасси БРДМ-2
  - боевая машина 9П110 ПРК 9К11 на шасси БРДМ-1
  - боевая машина 9П133 ПРК 9К11П на шасси БРДМ-2

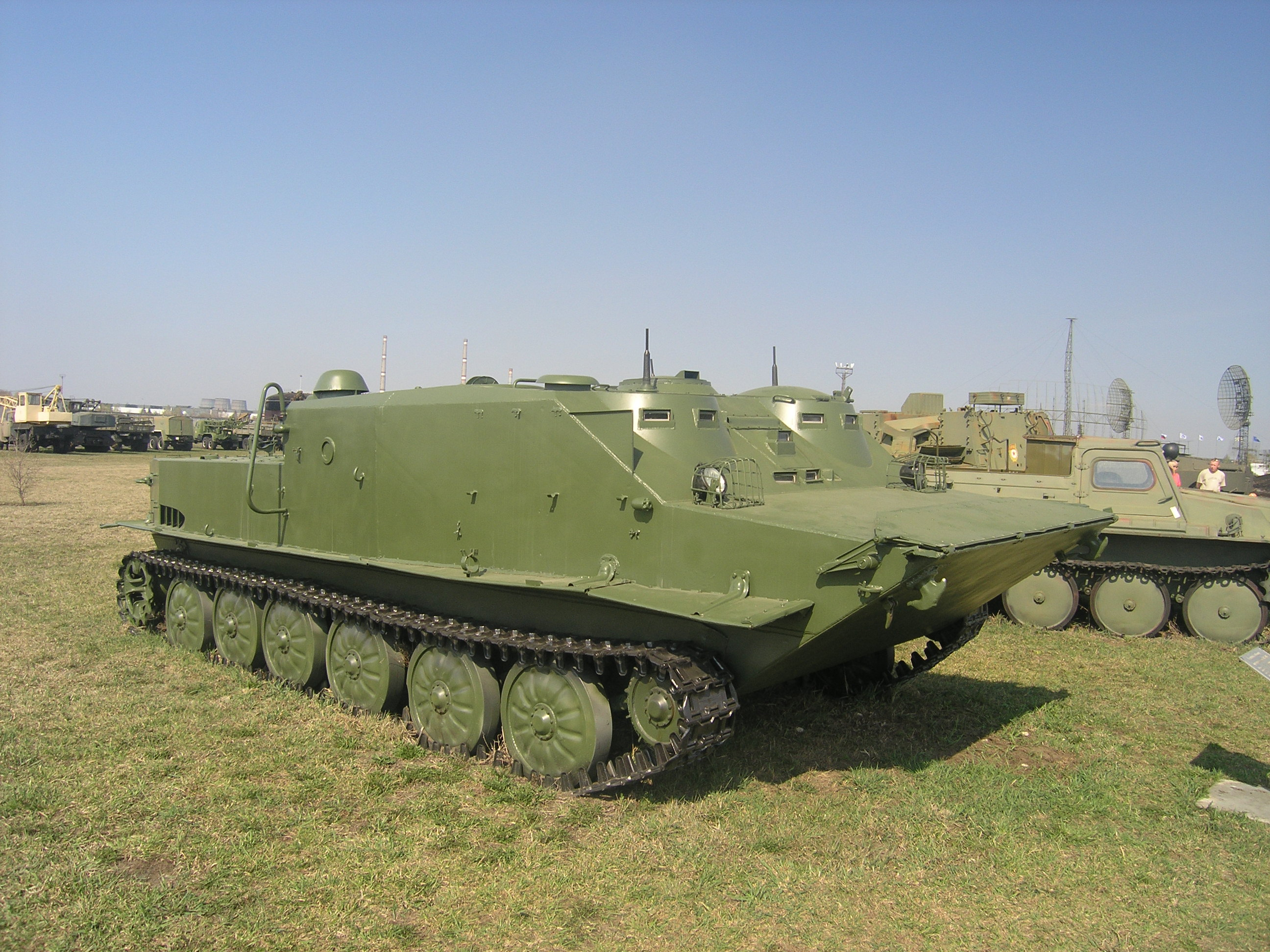
Бронетранспортёр БТР-50ПК

- - бронетранспортёр БТР-70 (с дополнительной бронёй)
  - бронетранспортёр БТР-60 с радиостанцией Р-145
  - бронетранспортёр БТР-152В1
  - боевая машина пехоты БМП-1
  - боевая машина пехоты БМП-2
  - бронированный транспортёр-тягач ГТ-МУ
  - гусеничный плавающий бронетранспортёр БТР-50ПК
  - гусеничный плавающий транспортёр К-61
  - гусеничный плавающий транспортёр ПТС-2
  - гусеничный транспортный тягач ГТ-СМ
  - гусеничный транспортный тягач ГТ-Т
  - буксирно-моторный катер-толкач БМК-Т
  - буксирно-моторный катер БМК-130
  - паромно-мостовая машина ПММ-2М
- Строительная техника
  - трактор С-65
  - грузовой автомобиль ЗИЛ-130
  - кран автомобильный войскового назначения КС-2573
  - автомобили повышенной проходимости ЗИЛ-131 различного предназначения
  - КраЗ-260
  - ГАЗ-51
  - котлованная машина МДК-2М
  - траншейная машина ТМК-2

- Авиационная техника
  - бомбардировщик Ту-16
  - фронтовой бомбардировщик Су-24
  - фронтовой истребитель МиГ-15
  - фронтовой истребитель МиГ-21
  - фронтовой истребитель МиГ-23

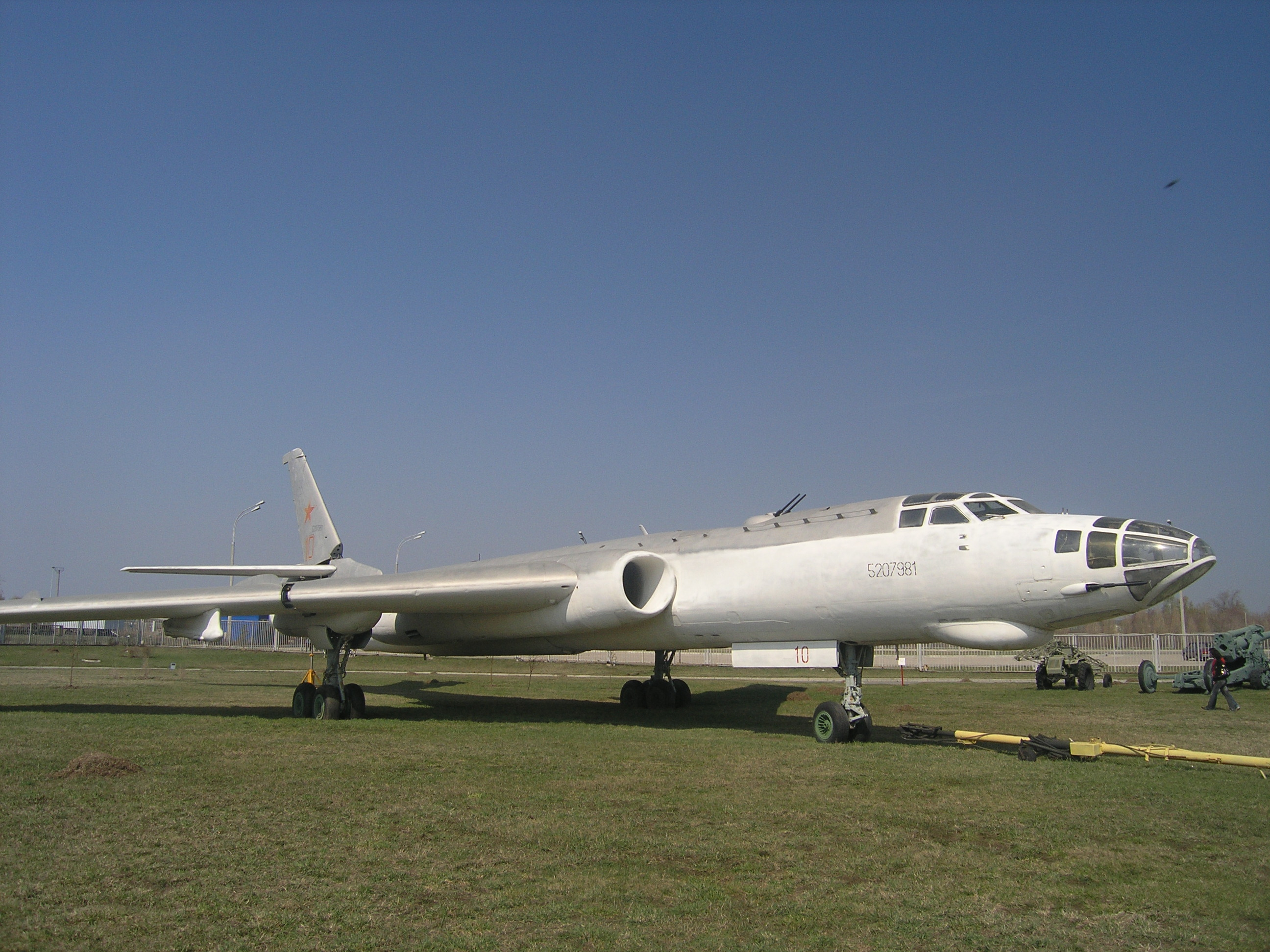
Бомбардировщик Ту-16

  - истребитель-бомбардировщик Су-17М
  - истребитель-бомбардировщик Су-17М4
  - истребитель-бомбардировщик МиГ-27
  - многоцелевой истребитель МиГ-29
  - палубный самолёт Як-38
  - бомбардировщик Як-28
  - транспортно-десантный самолёт Ан-2ТД
  - пассажирский самолёт Ил-14
  - учебно-боевой самолёт L-39 «Альбатрос»
  - учебно-боевой самолёт L-29 «Дельфин»

- - боевой вертолёт Ми-24

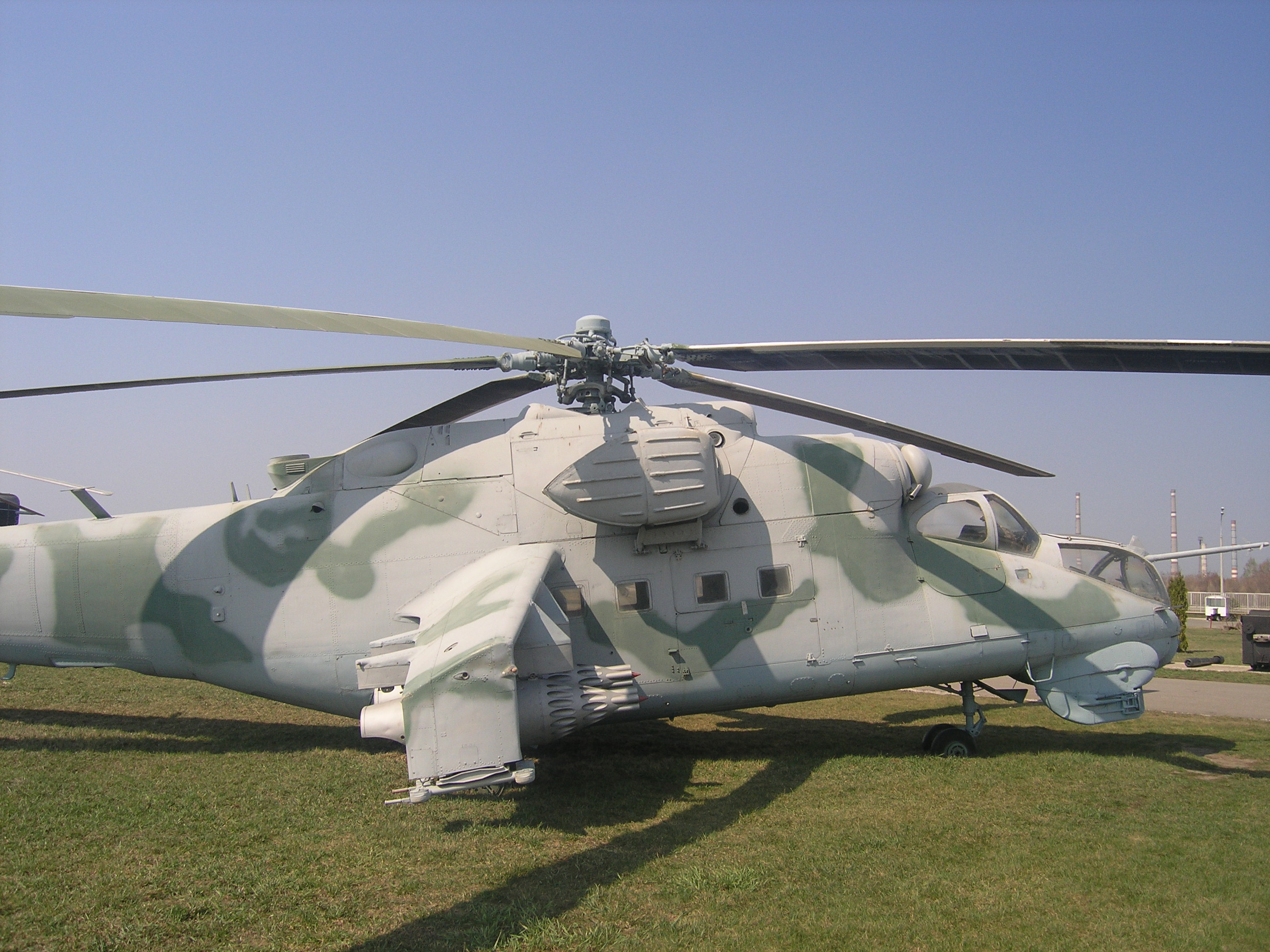
Вертолёт Ми-24

  - тяжёлый транспортный вертолёт Ми-6
  - многоцелевой вертолёт Ми-8
  - противолодочный вертолёт Ка-27
  - тяжёлый многоцелевой вертолёт Ми-26
  - лёгкий многоцелевой вертолёт Ми-2
  - тропосферная станция Р-410-7,5
  - военный транспортный вертолёт Ми-10

- Артиллерийская техника
  - 130 мм установка СМ-4-1

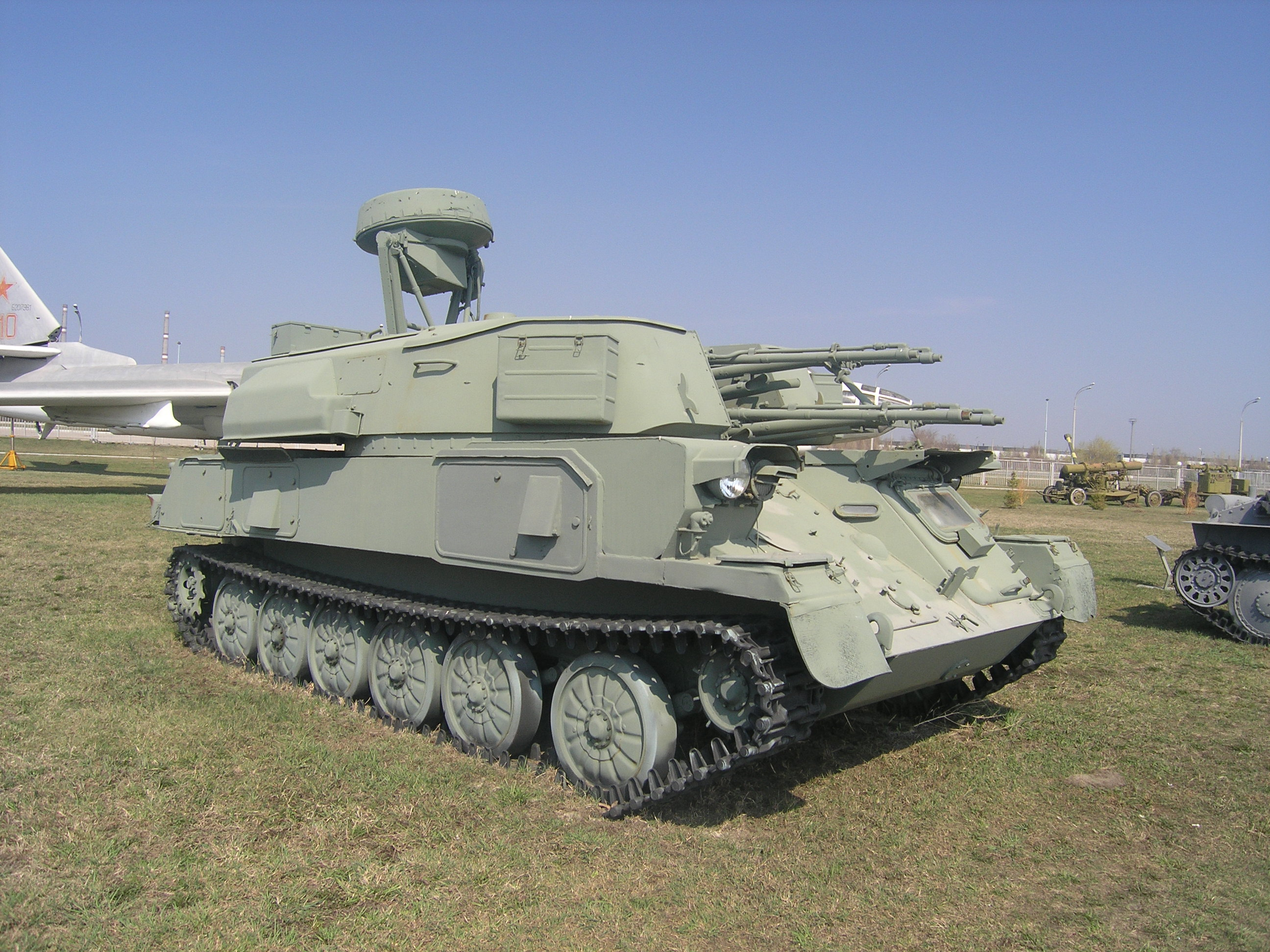
Самоходная зенитная установка ЗСУ-23-4 «Шилка»

  - 52 мм двухорудийная автоматическая установка ЗИФ-31
  - 25 мм артиллерийская установка 2М-3М
  - пулемётно-тумбовая установка ТУ-2М-1
  - корабельная артиллерийская установка В-11
  - корабельная артиллерийская установка 21-КМ
  - 30 мм артиллерийская установка АК-230
  - 240 мм самоходный миномёт 2С4 «Тюльпан»
  - 57 мм автоматическая зенитная пушка С-60
  - 100 мм зенитная пушка КС-19
- Взрывная техника
  - фугасная авиабомба ФАБ-500
  - осколочно-фугасная авиабомба ОФАБ-250
  - авиационная неуправляемая ракета С-24Б
  - якорная неконтактная морская мина КСМ
  - противолодочная управляемая ракета комплекса «Раструб-6»
  - быстроходный акустический трал БАТ-2

## Достижения
В 2003 году технический музей получил приз администрации Самарской области «Серебряная чайка» за высокие достижения в области туризма в номинации «Лучший объект экскурсионного показа».
В 2015 году Парковому комплексу истории техники им. К. Г. Сахарова присуждено второе место в номинации «Лучшая площадка для развития событийного туризма» Национальной премии в области событийного туризма «Russian Event Awards».
По данным департамента туризма Самарской области, экспозиция Паркового комплекса истории техники им. К. Г. Сахарова — занимает 3-е место по туристической привлекательности в Самарской области.

## Координаты
Музей располагается под открытым небом на земельном участке площадью 38 га сразу же за НТЦ ОАО «АВТОВАЗ» (напротив южных проходных автозавода). Территория музея разделена на две экспозиционные площадки. Подводная лодка расположена на основной площадке. На территории музея расположены кафе и трасса для картинга.